# 11. (Sächsisches) Infanterie-Regiment (Reichswehr)
Das 11. (Sächsisches) Infanterie-Regiment war ein Regiment der Reichswehr.

## Geschichte
Das Regiment wurde am 1. Januar 1921 aus den Reichswehr-Infanterie-Regimentern 37 und 38 des Übergangsheeres gebildet. Am 29. Mai 1922 erhielt das Regiment zusätzlich zu seinem Namen die landsmannschaftliche Bezeichnung „Sächsisches“.
Im Zuge der Vergrößerung der Reichswehr wurde das Regiment 1934 in der ersten Aufstellungswelle geteilt und daraus das Infanterie-Regiment Leipzig und das Infanterie-Regiment Königsbrück gebildet.

### Garnisonen
- Leipzig: Regimentsstab, II. und III. Bataillon sowie 13. (MW)-Kompanie
- Glauchau, ab 1923 Freiberg: I. Bataillon mit Stab
- Löbau, ab 1923 Döbeln: Ausbildungs-Bataillon

### Kommandeure
| Nr. | Name                                         | Beginn der Berufung | Ende der Berufung  |
| --- | -------------------------------------------- | ------------------- | ------------------ |
| 1.  | Oberst Georg Bock von Wülfingen              | 1. Januar 1921      | 1923               |
| 2.  | Oberst Rudolf Krantz                         | 1923                | 30. September 1927 |
| 3.  | Oberst Hans Halm                             | 1. November 1927    | 31. August 1929    |
| 4.  | Oberst Karl-Ulrich Neumann-Neurode           | 1. September 1929   | 30. September 1931 |
| 5.  | Oberstleutnant/Oberst Erich Friderici        | 1. Oktober 1931     | 30. September 1933 |
| 6.  | Oberst ???                                   | 1. Oktober 1933     | 31. März 1934      |
| 7.  | Oberstleutnant/Oberst Hans Wolfgang Reinhard | 1. April 1934       | zur Auflösung      |

## Organisation

### Verbandszugehörigkeit
Das Regiment unterstand dem Infanterieführer IV der 4. Division in Magdeburg.

### Gliederung
Das Regiment bestand neben dem Regimentsstab mit Nachrichtenstaffel aus
I. Bataillon mit Stab und Nachrichtenstaffel, hervorgegangen aus dem Reichswehr-Infanterie-Regiment 38,
II. Bataillon mit Stab und Nachrichtenstaffel, hervorgegangen aus dem Reichswehr-Infanterie-Regiment 37,
III. Bataillon mit Stab und Nachrichtenstaffel, hervorgegangen aus dem Reichswehr-Infanterie-Regiment 37,
Ergänzungs-Bataillon, ab 23. März 1921 Ausbildungs-Bataillon, hervorgegangen aus dem Reichswehr-Infanterie-Regiment 38.
Jedes Feld-Bataillon gliederte sich zu drei Kompanien zu je drei Offizieren und 161 Unteroffizieren und Mannschaften (3/161) sowie einer MG-Kompanie (4/126). Insgesamt bestand ein Bataillon aus 18 Offizieren und Beamten (einschließlich Sanitätsoffizieren) und 658 Mann.

## Bewaffnung und Ausrüstung

### Hauptbewaffnung
Die Schützen waren mit dem Karabiner K98a ausgerüstet. Jeder Zug besaß ein leichtes Maschinengewehr MG 08/15.
In den MG-Kompanien bestanden jeweils der 1. Zug aus drei Gruppen mit drei schweren Maschinengewehren MG 08 auf Lafette, vierspännig gezogen, der 2. bis 4. Zug aus drei Gruppen mit drei schweren Maschinengewehren MG 08 auf Lafette, zweispännig gezogen.
Die schwersten Waffen des Regiments waren die Minenwerfer in der 13. Kompanie. Der 1. Zug war mit zwei mittleren Werfern 17 cm, vierspännig gezogen, ausgerüstet, der 2. und 3. Zug mit drei leichten Werfern 7,6 cm, zweispännig gefahren.

## Sonstiges

### Traditionsübernahme
Das Regiment übernahm 1921 die Tradition der alten Regimenter.
- 1. und 2. Kompanie: 10. Königlich Sächsisches Infanterie-Regiment Nr. 134
- 3. und 4. Kompanie: 9. Königlich Sächsisches Infanterie-Regiment Nr. 133
- 5. und 8. Kompanie: Infanterie-Regiment „Kronprinz“ (5. Königlich Sächsisches) Nr. 104
- 6. Kompanie: Infanterie-Regiment „König Wilhelm II. von Württemberg“ (6. Königlich Sächsisches) Nr. 105
- 7. Kompanie: 15. Königlich Sächsisches Infanterie-Regiment Nr. 181
- 9. Kompanie: Infanterie-Regiment „König Georg“ (7. Königlich Sächsisches) Nr. 106
- 10. und 13. Kompanie: 2. (Königlich Sächsisches) Pionier-Bataillon Nr. 22
- 11. und 12. Kompanie: Infanterie-Regiment „Prinz Johann Georg“ (8. Königlich Sächsisches) Nr. 107
- 12. Kompanie: Sächsische Maschinengewehr-Abteilung Nr. 8
- 14. und 15. Kompanie: 11. Königlich Sächsisches Infanterie-Regiment Nr. 139
- 16. Kompanie: 14. Königlich Sächsisches Infanterie-Regiment Nr. 179

### Bekannte Regimentsangehörige
- Gerd Niepold (1913–2007), war von 1968 bis 1972, als Generalleutnant des Heeres der Bundeswehr, Kommandeur des III. Korps.